# فريسنو دي كاراسينا
فريسنو دي كاراسينا هي بلدية تقع في مقاطعة سوريا، في منطقة قشتالة وليون، في إسبانيا. يبلغ عدد سكانها 20 نسمة وذلك حسب (المعهد الوطني للإحصاء) سنة 2017. تبلغ مساحتها 16,78 كم مربع، وترتفع عن سطح البحر 952 متر.

## تطور السكان
في تعداد عام 2010 بلغ عدد سكان البلدية 28 نسمة، منهم 16 رجلا و12 امرأة. 